# Le Caporal épinglé
Le Caporal épinglé is een Franse filmkomedie uit 1962 onder regie van Jean Renoir.

## Verhaal
Tijdens de Tweede Wereldoorlog wordt een Frans legerofficier als krijgsgevangene vastgehouden. Hij probeert te ontsnappen. Zijn eerste en tweede poging verlopen vruchteloos. De Duitsers sturen hem vervolgens naar een strafkamp. Ze slagen er bijna in zijn wil te breken. Wanneer hij tijdens een bezoek aan de tandarts diens dochter ontmoet, is zijn zin om te ontsnappen weer terug. Zijn pogingen mislukken echter elke keer opnieuw.

## Rolverdeling
| Acteur             | Personage                    |
| ------------------ | ---------------------------- |
| Jean-Pierre Cassel | korporaal                    |
| Claude Brasseur    | Papa                         |
| Otto Eduard Hasse  | Dronken reiziger in de trein |
| Claude Rich        | Ballochet                    |
| Jacques Jouanneau  | Penche-à-gauche              |
| Sacha Briquet      | Vermomde gevangene           |
| Raymond Jourdan    | Hippolyte Dupieu             |
| Guy Bedos          | Stotterende gevangene        |
| Philippe Castelli  | Gevangene-elektricien        |
| Gérard Darrieu     | Schele gevangene             |
| Lucien Raimbourg   | Stationsbediende             |
| François Darbon    | Boer                         |
| Cornelia Froboess  | Erika Schmidt                |